# L'avvocato del diavolo (film 1977)
L'avvocato del diavolo (Des Teufels Advokat), è un film drammatico diretto da Guy Green, ambientato in Italia e basato sull'omonimo romanzo del 1959 dello scrittore australiano Morris West. Il film è girato in Italia e in Germania.

## Trama
Nel 1958, la Chiesa cattolica indaga sul caso di un misterioso individuo, Giacomo Nerone, che avrebbe compiuto miracoli in un remoto villaggio del Sud Italia (Scontrone), prima di essere giustiziato dai partigiani comunisti italiani nel 1944. Il processo prevede un “avvocato del diavolo”, che ha il compito di scoprire qualsiasi dettaglio sulla vita del soggetto che indichi che la canonizzazione sarebbe inappropriata.
A Monsignor Blaise Meredith viene affidata questa responsabilità, poco dopo aver appreso di avere un cancro terminale. Meredith scopre che Nerone era in realtà un soldato britannico di nome James Black, staccatosi dall'esercito britannico durante la Seconda Guerra Mondiale e nascosto in questo villaggio, dove intraprese una relazione con una donna del posto.